# Davor Matijaš
Davor Matijaš, né le 23 août 1999 à Split en Croatie, est un footballeur croate qui joue au poste de gardien de but au HNK Gorica.

## Biographie

### Carrière en club
Il commence sa carrière au RNK Split et au centre de formation de l'Hajduk Split.
Le 27 janvier 2020, il rejoint l'Antwerp en provenance du club croate de l'Hajduk Split,.
Le 1er août 2020, le Croate fait ses débuts avec l'Antwerp en étant titulaire lors de la finale de la Coupe de Belgique contre le Club Bruges KV. Lors de cette rencontre, l'Antwerp remporte la Coupe de Belgique un but à zéro via un but de Lior Refaelov.
À l'aube de la saison 2022-2023, il est troisième dans la hiérarchie des gardiens, derrière Jean Butez et Ortwin De Wolf. Ayant trop peu de temps de jeu avec le club belge, le gardien de but souhaite poursuivre sa carrière dans un autre club.
Il s'engage en faveur du Beerschot, club rival de l'Antwerp le 20 août 2022 pour une durée de deux ans.

### Carrière en sélection
Matijaš est sélectionné à tous les niveaux des équipes nationales de jeunes de Croatie.

## Statistiques

### Championnat
| Saisons     | Équipe          | Compétitions | J. | B. | p.d. | CJ. | CR. |
| ----------- | --------------- | ------------ | -- | -- | ---- | --- | --- |
| 2020 - 2021 | Royal Anvers FC | Pro League   | 0  | 0  | 0    | 0   | 0   |
| Total       | Total           | Total        | 0  | 0  | 0    | 0   | 0   |

### Coupe nationales
| Saisons     | Équipes       | Compétitions      | J. | B. | p.d. | CJ. | CR. |
| ----------- | ------------- | ----------------- | -- | -- | ---- | --- | --- |
| 2019 - 2020 | R. Antwerp FC | Coupe de Belgique | 1  | 0  | 0    | 1   | 0   |
| Total       | Total         | Total             | 1  | 0  | 0    | 1   | 0   |

### Équipes nationales
| Saisons     | Équipes      | J. | B. | p.d. | CJ. | CR. |
| ----------- | ------------ | -- | -- | ---- | --- | --- |
| 2013        | Croatie U14  | 2  | 0  | 0    | 0   | 0   |
| 2014        | Croatie U15  | 2  | 0  | 0    | 0   | 0   |
| 2014 - 2015 | Croatie U16  | 5  | 0  | 0    | 0   | 0   |
| 2015 - 2016 | Croatie U 17 | 6  | 0  | 0    | 0   | 0   |
| 2017        | Croatie U18  | 1  | 0  | 0    | 0   | 0   |
| 2016 - 2017 | Croatie U 19 | 5  | 0  | 0    | 0   | 0   |
| 2018        | Croatie U20  | 1  | 0  | 0    | 0   | 0   |
| Total       | Total        | 22 | 0  | 0    | 0   | 0   |

* Les statistiques reprises sur les tableaux ci-dessus vont de 2013 à 2022.

## Palmarès
Antwerp
- Coupe de Belgique
  - Vainqueur : 2020